# Sivert Lund
Sivert Lund (Trondheim, 28 gennaio 1987) è un ex giocatore di calcio a 5 e calciatore norvegese, di ruolo intermedio e centrocampista dello Sverresborg.

## Carriera
Lund ha giocato in Futsal Eliteserie con le maglie di Fyllingsdalen, Vadmyra, Tiller, Nidaros, per poi giocare per l'Utleira in 1. divisjon.
In campo calcistico, ha giocato nelle giovanili dell'Astor e poi in quelle del Rosenborg. Ha esordito nella prima squadra di quest'ultimo club in data 10 maggio 2005, schierato titolare nella vittoria per 0-11 arrivata sul campo dell'Orkla, in una sfida valida per il primo turno del Norgesmesterskapet.
Nel 2007 è stato in forza al Ranheim, compagine all'epoca militante in 2. divisjon. L'anno successivo è passato al Løv-Ham, in 1. divisjon: ha scelto questa squadra poiché si era trasferito a Bergen per seguire gli studi di giurisprudenza. Ha giocato l'unica partita di campionato in data 5 ottobre, subentrando a Stian Birkeland nella vittoria per 2-1 sul Bryne.
Nel 2011 ha militato nelle file del Bergen Nord, in 4. divisjon. Nel 2012 è stato in forza allo Sverresborg, per farvi poi ritorno dal 2016.

## Statistiche

### Presenze e reti nei club
Statistiche aggiornate al 14 novembre 2017.
| Stagione           | Club               | Campionato         | Campionato | Campionato | Coppe nazionali | Coppe nazionali | Coppe nazionali | Coppe continentali | Coppe continentali | Coppe continentali | Supercoppe | Supercoppe | Supercoppe | Totale | Totale |
| Stagione           | Club               | Comp               | Pres       | Reti       | Comp            | Pres            | Reti            | Comp               | Pres               | Reti               | Comp       | Pres       | Reti       | Pres   | Reti   |
| ------------------ | ------------------ | ------------------ | ---------- | ---------- | --------------- | --------------- | --------------- | ------------------ | ------------------ | ------------------ | ---------- | ---------- | ---------- | ------ | ------ |
| 2005               | Rosenborg          | ES                 | 0          | 0          | CN              | 1               | 0               | UCL+CU             | 0                  | 0                  | -          | -          | -          | 1      | 0      |
| 2006               | Rosenborg          | ES                 | 0          | 0          | CN              | 0               | 0               | -                  | -                  | -                  | -          | -          | -          | 0      | 0      |
| Totale Rosenborg   | Totale Rosenborg   | Totale Rosenborg   | 0          | 0          |                 | 1               | 0               |                    | 0                  | 0                  |            | -          | -          | 1      | 0      |
| 2007               | Ranheim            | 2D                 | ?          | ?          | CN              | ?               | ?               | -                  | -                  | -                  | -          | -          | -          | ?      | ?      |
| 2008               | Løv-Ham            | 1D                 | 1          | 0          | CN              | ?               | ?               | -                  | -                  | -                  | -          | -          | -          | 1+     | 0+     |
| 2011               | Bergen Nord        | 4D                 | ?          | ?          | -               | -               | -               | -                  | -                  | -                  | -          | -          | -          | ?      | ?      |
| 2012               | Sverresborg        | 4D                 | ?          | ?          | -               | -               | -               | -                  | -                  | -                  | -          | -          | -          | ?      | ?      |
| 2016               | Sverresborg        | 3D                 | ?          | ?          | CN              | ?               | ?               | -                  | -                  | -                  | -          | -          | -          | ?      | ?      |
| 2017               | Sverresborg        | 3D                 | ?          | ?          | CN              | ?               | ?               | -                  | -                  | -                  | -          | -          | -          | ?      | ?      |
| Totale Sverresborg | Totale Sverresborg | Totale Sverresborg | ?          | ?          |                 | ?               | ?               |                    | -                  | -                  |            | -          | -          | ?      | ?      |
| Totale             | Totale             | Totale             | ?          | ?          |                 | ?               | ?               |                    | 0                  | 0                  |            | -          | -          | ?      | ?      |